# Wittgensdorf (Chemnitz)
Wittgensdorf, Chemnitz-Wittgensdorf – dzielnica miasta Chemnitz w Niemczech, w kraju związkowym Saksonia. 